# وخش‌ارد

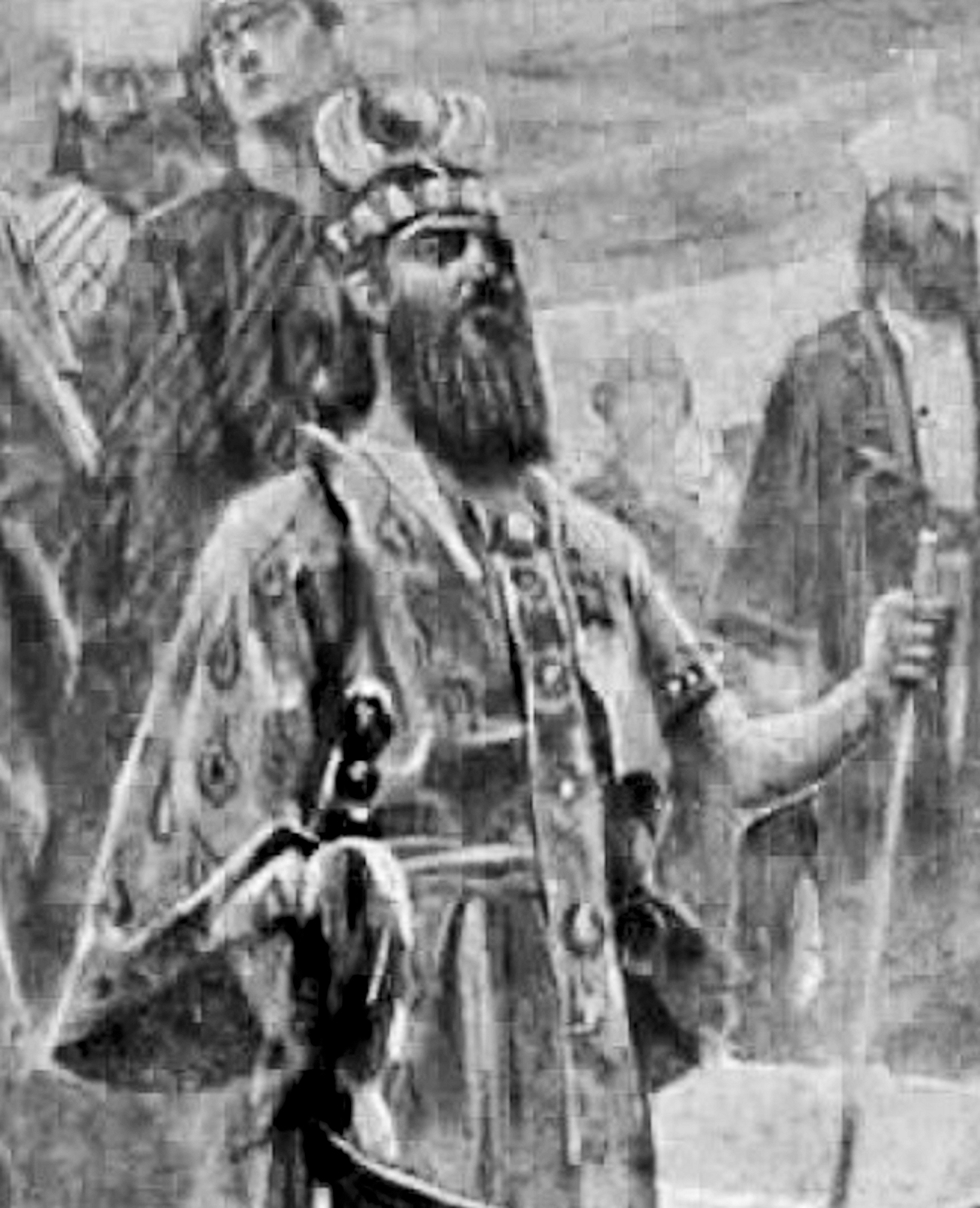
وَخش‌اَرد، اثر رنه کاستاین، قرن نوزدهم.

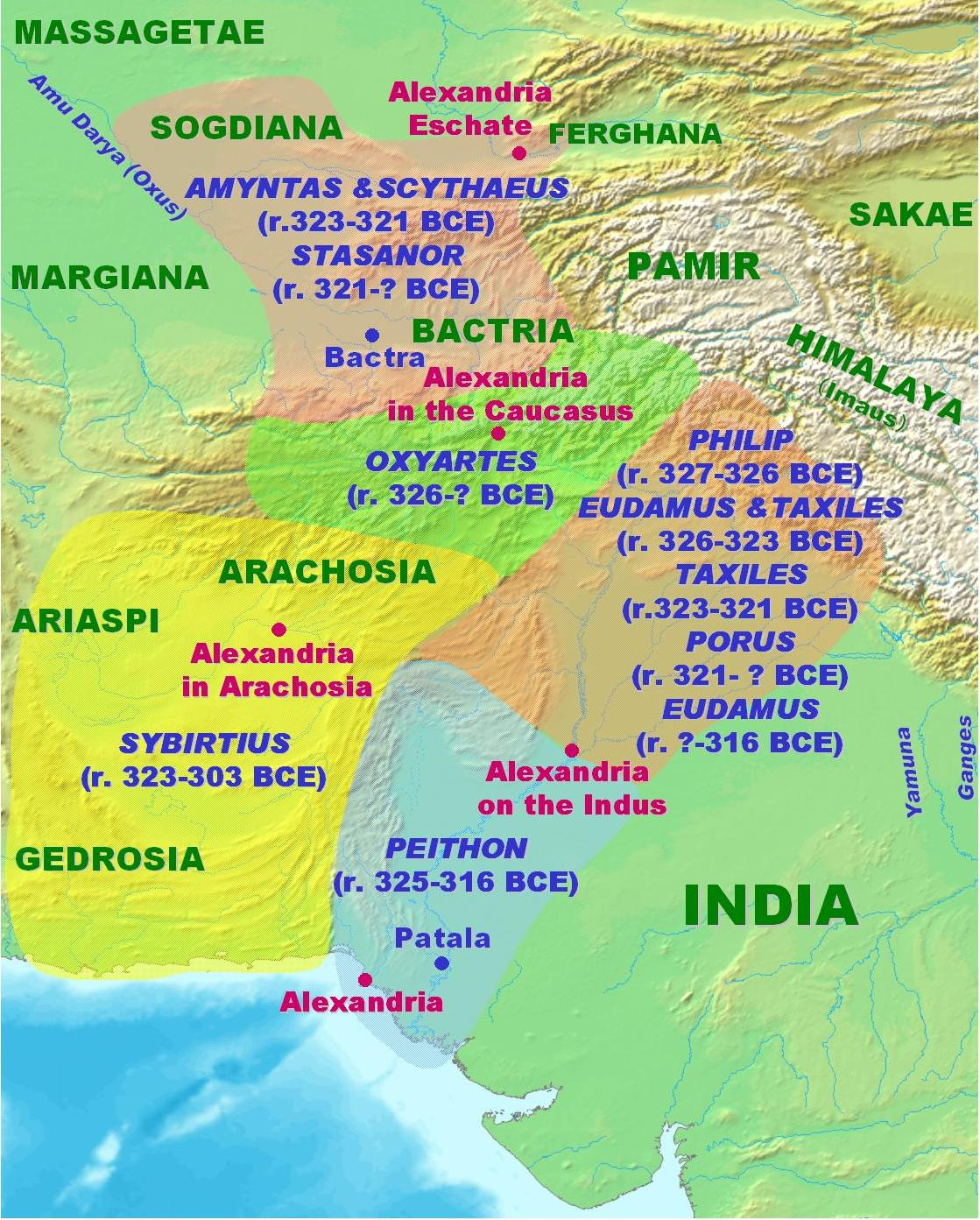
وَخش‌اَرد یا وخشوودروه

وَخش‌اَرد یا وخشوودروه (Vaxšuvadarva، به زبان‌های اروپایی Oxyartes  اشراف‌زاده ایرانی باختری در زمان شاهنشاهی هخامنشی بود. او در دژی کوهستانی در بلخ برابر حمله اسکندر مقدونی دفاع کرد ولی سرانجام اسکندر دژ را تسخیر کرد. دختر او روشنک در سال ۳۲۷ پ.م. با اسکندر مقدونی ازدواج کرد.
دربارهٔ ریشه نام وخشوودروه در میان زبان‌شناسان دو نظر وجود دارد. یک نظریه آن را از ریشه ایرانی باستان هو-خشاذره (خوب-شاهی) می‌داند و نظر دیگر آن را وَخشَ‌اَرتا (رشد دهندهٔ حق) می‌داند.